# Maria Giacomina Nazari

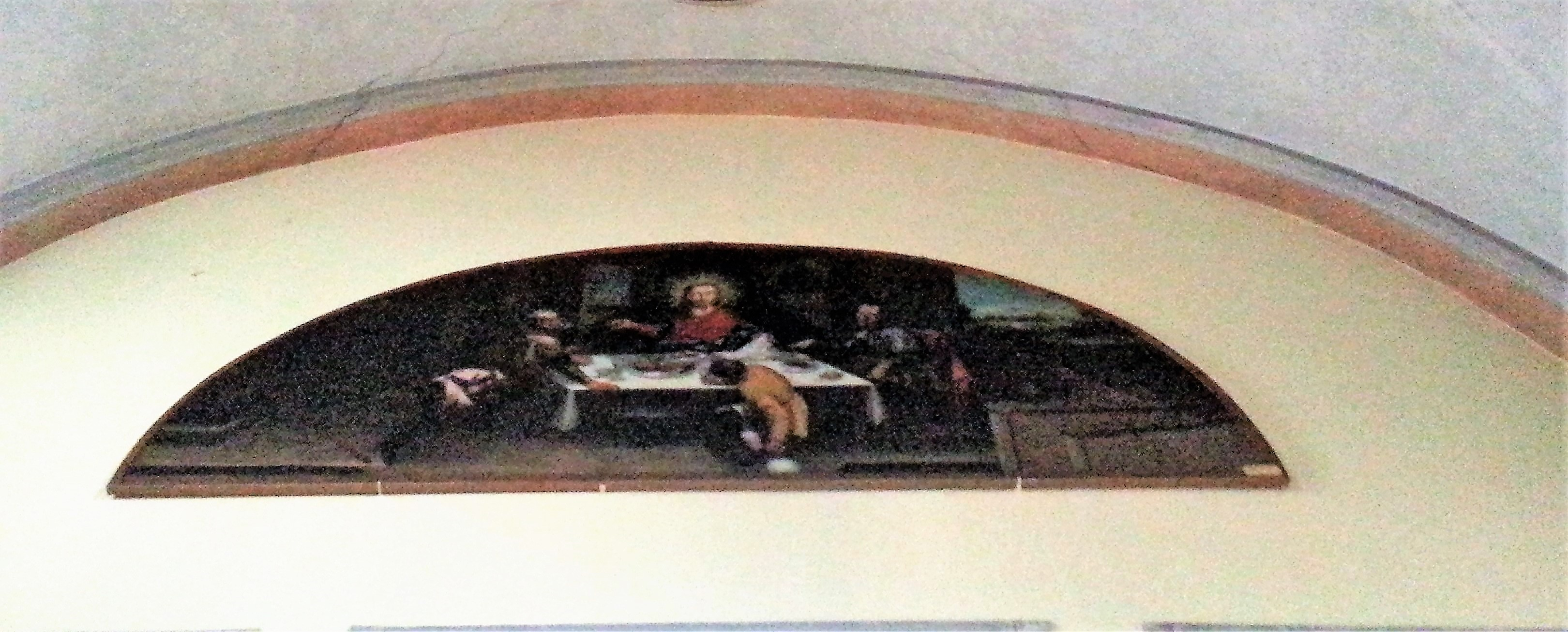
La cena di Emmaus-dipinto di Maria Giacomina Nazari

Maria Giacomina Nazari (Venezia, 10 febbraio 1724 – XVIII secolo) è stata una pittrice italiana.

## Biografia
Maria Giacomina Nazari, figlia del pittore ritrattista bergamasco Bartolomeo Nazari (1699-1758) e sorella del pittore Nazario Nazari (post 1724-1793) è stata una pittrice di epoca rococò. A lei è attribuita, per tradizione orale, una tela a mezzaluna (4400x1800 mm) che è nella chiesa di Sant'Anna a Clusone e che rappresenta la Cena a Emmaus. Le poche note biografiche si deducono dal libro Delle donne illustri italiane dal XIII al XIX secolo.
Si formò alla scuola del padre, copiandone le opere; realizzò più tardi, a mezza figura, un Redentore e un San Bernardo forse per un monastero di Trieste. A pastello disegnò una serie di ritratti di sovrani europei, traendoli da oli di altri autori e su commissione di un nobile veneto di cui si ignora il nome.